# Feriola longicornis
Feriola longicornis är en tvåvingeart som beskrevs av Louis-Paul Mesnil 1957. Feriola longicornis ingår i släktet Feriola och familjen parasitflugor.
Artens utbredningsområde är Myanmar. Inga underarter finns listade i Catalogue of Life.